# 피에르 바루
피에르 바루(Pierre Barouh, 1934년 2월 19일 ~ 2016년 12월 28일)는 프랑스의 남성 가수, 작사가, 작곡가, 영화배우이다.

## 생애
1957년 가수로 첫 데뷔하였고 1963년 프랑스 영화 《La derive》로 영화배우 데뷔하였다.

## 유명세
그는 보통적으로 대한민국 국내에서는 1966년 프랑스 영화 《남과 여》의 피에르 역으로 잘 알려져 있다.